# Уцуґі Румі
Уцуґі Румі (яп. 宇津木 瑠美; нар. 5 грудня 1988) — японська футболістка. Вона грала за збірну Японії.

## Клубна кар'єра
У 2004 році дебютувала в «Ніппон ТВ Белеза». 2010 року вона перейшла до «Montpellier». 2016 року підписала контракт з клубом «Reign FC».

## Кар'єра в збірній
Дебютувала у збірній Японії 21 травня 2005 року в поєдинку проти Нової Зеландії. У складі японської збірної учасниця жіночого чемпіонату світу 2007, 2011, 2015 та 2019 років та Літніх олімпійських ігор 2008 року. З 2005 рік зіграла 113 матчі та відзначилася 6-а голами в національній збірній.

## Статистика виступів
| Збірна Японії | Збірна Японії | Збірна Японії |
| Рік           | Матчі         | Голи          |
| ------------- | ------------- | ------------- |
| 2005          | 5             | 0             |
| 2006          | 2             | 0             |
| 2007          | 9             | 0             |
| 2008          | 10            | 4             |
| 2009          | 3             | 0             |
| 2010          | 9             | 1             |
| 2011          | 9             | 0             |
| 2012          | 7             | 0             |
| 2013          | 8             | 0             |
| 2014          | 12            | 0             |
| 2015          | 13            | 0             |
| 2016          | 3             | 0             |
| 2017          | 13            | 0             |
| 2018          | 8             | 1             |
| 2019          | 2             | 0             |
| Загалом       | 113           | 6             |